# 한국앤컴퍼니
한국앤컴퍼니(Hankook & Company)는 2012년 9월 1일 한국타이어가 지주회사 체제로 전환할 때 투자부분이 분리되어 재상장된 회사이다.
즉 기존의 타이어사업은 한국타이어가 계속 영위하고, 한국타이어월드와이드는 지배 회사로서 분리되는 것이었다. 지주회사로 전환하면서 한국앤컴퍼니 밑으로 한국타이어앤테크놀로지, 한국네트웍스, 한국엔지니어링웍스, 한국프리시전웍스 등이 자회사로 들어갔다.
지주회사이므로 이 회사의 수익원은 자회사인 한국타이어앤테크놀로지 등에서 받는 로열티, 임대료, 배당금, 경영자문 용역매출, 상표권사용수익 등이다.

## 계열사
- 한국타이어앤테크놀로지 (Hankook Tire & Technology)
- 한온시스템 (Hanon System)
- 한국엔지니어링윅스 (Hankook Engineering Works)
- 한국네트웍스 (Hankook Networks)
- 한국프리시전윅스 (Hankook Precision Works)
- 한국카앤라이프 (Hankook Car & Life)
- 한국동그라미파트너스 (Hankook HDP)
- 프리사이슬리 마이크로테크놀로지 (Preciseley MicroTechnology)
- 티엔에이 (TNA)
- 작스모터스 (JAX Motors)
- 모델솔루션 (Model Solution)
- 소닉모터스 (Sonic Motors)